# 纤茎金丝桃
纤茎金丝桃（学名：Hypericum filicaule）为藤黄科金丝桃属下的一个种。

## 扩展阅读
- 維基物種上的相關：纤茎金丝桃